# یلوه خال‌ریز
یلوه خال‌ریز (نام علمی: Coturnicops notatus) نام یک گونه از سرده یلوه‌های بلدرچینی است.